# Abietinella hystricosa
Abietinella hystricosa är en bladmossart som beskrevs av Brotherus 1925. Abietinella hystricosa ingår i släktet Abietinella och familjen Thuidiaceae. Inga underarter finns listade i Catalogue of Life.